# KADOKAWA電波マガジン
KADOKAWA電波マガジン（カドカワでんぱマガジン）は、1997年10月から1999年3月まで毎週月曜 - 木曜 25:10 - 26:00にTOKYO FM製作・JFN系で放送されたラジオ番組。
角川書店の一社提供で、曜日ごとに異なる内容・パーソナリティの番組が放送された。基本的には角川書店出版の雑誌とタイアップがなされていた。

## 月曜日

### 猿岩石のWalkers Radio
1997年10月 - 1999年3月。『Tokyo Walker』とタイアップ。
- パーソナリティ：猿岩石・Mink

## 火曜日

### 氷上恭子と丹下桜のドラゴン探偵局
1997年10月 - 1998年9月。『ドラゴンマガジン』、『月刊コミックドラゴン』及び『月刊ドラゴンジュニア』（富士見書房 - 当時、角川書店富士見営業部）とタイアップ。
- パーソナリティ：氷上恭子・丹下桜

### CYBER NET J
1998年10月 - 1999年3月。
- パーソナリティ：氷上恭子・ドン・マッコウ

## 水曜日

### 岩永哲哉と岡村明美のASUKA→JAM
1997年10月 - 1998年3月。『月刊Asuka』とタイアップ。
- パーソナリティ：岩永哲哉・岡村明美

### TWO－MIXのASUKA PLANET
1998年4月 - 1998年9月。『月刊Asuka』とタイアップ。
- パーソナリティ：TWO-MIX（高山みなみ・永野椎菜）

### Nightbreaker by ロッキンママ
1998年10月 - 1999年3月。
- パーソナリティ：東海林のり子

## 木曜日
『椎名へきるのG1 Grouper』からの移行。
椎名へきるの番組は『月刊ニュータイプ』とのタイアップがなされていた。 

### 椎名へきるのミラクル＊ブラウザ
1997年10月 - 1998年9月。FM大阪など一部の局を除き、同一パーソナリティの後番組「DEEPER STREET」とそのまま連続して放送されていた。
- パーソナリティ：椎名へきる・オフサイド大西

### ザヘキリジョン
1998年10月 - 1999年3月。
- パーソナリティ：椎名へきる

-番組タイトルは『ザテレビジョン』のもじりである。終了後は曜日と時間帯を変更して『ラジオ黄金時代・水曜日　椎名へきるの恋愛パルス』を担当。